# Liste der Stolpersteine in Müllrose
Die Liste der Stolpersteine in Müllrose enthält die Stolpersteine, die im Rahmen des gleichnamigen Kunst-Projekts von Gunter Demnig in Müllrose verlegt wurden. Mit ihnen soll an die Opfer des Nationalsozialismus erinnert werden, die in Müllrose lebten und wirkten.

## Liste der Stolpersteine
| Name                  | Adresse       | Bild | Inschrift | Verlegedatum | Biografie und Anmerkungen |
| --------------------- | ------------- | --- | --- | ------------ | ------------------------- |
| Ludwig Salomon-Lessen | Seeallee 26 · | Bild gesucht Der Benutzer GeorgDerReisende ( Diskussion ) wünscht sich an dieser Stelle ein Bild vom Ort mit diesen Koordinaten 52.239165 14.422111 . Motiv: Seeallee 26: Stolpersteine für das Ehepaar Salomon-Lessen, die Lage und das Haus Falls du dabei helfen möchtest, erklärt die Anleitung , wie das geht. BW | Hier wohnte Ludwig Salomon-Lessen Jg. 1873 Mitglied SPD 'Schutzhaft' 1933 Berufsverbot 1933 'Schutzhaft' 1938 Flucht in den Tod 11. Feb. 1943 | 5. Okt. 2022 |                           |
| Selma Salomon-Lessen  | Seeallee 26 · | Bild gesucht Die Wikipedia wünscht sich an dieser Stelle ein Bild vom hier behandelten Ort. Falls du dabei helfen möchtest, erklärt die Anleitung , wie das geht. BW | Hier wohnte Selma Salomon-Lessen geb. Feldheim Jg. 1873 Mitglied SPD ausgegrenzt/drangsaliert mit Hilfe überlebt                              | 5. Okt. 2022 |                           |